# Сорока Ганна
Га́нна Соро́ка (* 1987) — українська тхеквондистка. Чемпіонка Європи і України.

## З життєпису
Народилась 1987 року в місті Київ. Чемпіонка України-2009. Виграла золоту медаль на чемпіонаті Європи з тхеквондо у категорії до 51 кг. Перша чемпіонка Європи з тхеквондо в історії України.
2013 року здобула срібну нагороду на відкритому чемпіонаті Ізраїлю.
Заслужений тренер України, тренер національної збірної команди серед кадетів.